# Morti il 6 gennaio
| Questa pagina contiene informazioni ricavate automaticamente dalle voci biografiche con l'ausilio del template Bio e di un bot. L'aggiornamento è periodico e automatico e ricostruisce completamente la pagina. Se manca una persona in questa lista, sei pregato di non aggiungerla, ma accertati piuttosto che la sua voce biografica contenga il template Bio e che i dati anagrafici siano correttamente compilati. Se il template Bio manca, inseriscilo tu stesso o, in alternativa, metti l'avviso {{tmp\|Bio}} che ne segnala la mancanza. Se i dati riportati sono sbagliati, correggi direttamente la voce biografica; le modifiche saranno visibili in questa lista entro pochi giorni. Per chiarimenti vedi il progetto biografie. La lista contiene solo le 574 persone che sono citate nell'enciclopedia e per le quali è stato implementato correttamente il template Bio. Pagina aggiornata al 17 ago 2025. |

## V secolo(1)
- 437 - Rufio Antonio Agrypnio Volusiano, politico romano (n. 370)

## VIII secolo(1)
- 786 - Abo di Tiflis, santo arabo

## XI secolo(2)
- 1022 - Federico di Verdun, conte
- 1088 - Berengario di Tours, filosofo francese (n. 998)

## XII secolo(2)
- 1119 - Roman di Volinia, principe russo
- 1148 - Gilberto di Clare, I conte di Pembroke, nobile normanno

## XIII secolo(5)
- 1233 - Matilda di Chester, nobildonna britannica (n. 1171)
- 1241 - Pagano della Torre, nobile italiano
- 1266 - Walther van Keppel, militare olandese (n. 1194)
- 1272 - Alfonso di Molina, nobile (n. 1202)
- 1275 - Raimondo di Peñafort, religioso e giurista spagnolo

## XIV secolo(7)
- 1339 - Beniamino II di Alessandria, vescovo cristiano orientale egiziano
- 1350 - Giovanni da Murta, doge
- 1358 - Gertrude van der Oosten, religiosa e mistica olandese
- 1361 - Giovanni Birelle, presbitero e monaco cristiano francese
- 1366 - Pietro Tommaso, vescovo francese (n. 1305)
- 1374 - Andrea Corsini, religioso italiano (n. 1301)
- 1398 - Roberto II del Palatinato, nobile (n. 1325)

## XV secolo(11)
- 1406 - Roger Walden, vescovo e arcivescovo inglese
- 1425 - Giovanni III di Baviera-Straubing, vescovo cattolico tedesco (n. 1374)
- 1428 - Ruy López Dávalos, politico e militare spagnolo (n. 1357)
- 1431 - Jacopo Donadei, vescovo cattolico italiano (n. 1351)
- 1440 - Giovanni I di Merlau, abate tedesco (n. 1360)
- 1448 - Cristoforo di Baviera, re (n. 1418)
- 1477 - Giovanni VIII di Borbone-Vendôme, conte (n. 1428)
- 1478 - Uzun Hasan, sovrano turkmeno (n. 1423)
- 1481 - Akhmat Khan, condottiero mongolo
- 1486 - Niccolò Vitelli, condottiero italiano (n. 1414)
- 1496 - Antonio Gonzaga, condottiero italiano

## XVI secolo(13)
- 1521 - Guillaume de Croÿ, arcivescovo cattolico e cardinale francese (n. 1498)
- 1534 - Niccolò Bonafede, vescovo cattolico e condottiero italiano (n. 1463)
- 1536 - Baldassarre Peruzzi, architetto, pittore e scenografo italiano (n. 1481)
- 1537 - Alessandro de' Medici, sovrano italiano (n. 1510)
- 1542 - Bernard van Orley, pittore fiammingo
- 1563 - Giambattista Castaldo, condottiero e nobile italiano
- 1566 - Francesco Gonzaga, cardinale e arcivescovo cattolico italiano (n. 1538)
- 1566 - Antonio de' Sapienti, teologo e francescano italiano
- 1566 - Jan Utenhove, scrittore fiammingo (n. 1516)
- 1568 - Clemente d'Olera, cardinale e vescovo cattolico italiano (n. 1501)
- 1577 - Guglielmo Della Porta, scultore italiano
- 1592 - Juan Hurtado de Mendoza, cardinale spagnolo (n. 1548)
- 1598 - Camillo Castiglione, nobile e condottiero italiano (n. 1517)

## XVII secolo(21)
- 1607 - Guidobaldo Del Monte, matematico, filosofo e astronomo italiano (n. 1545)
- 1608 - Emanuele Ne Vunda, politico e diplomatico angolano
- 1611 - Giovanni de Ribera, patriarca cattolico e santo spagnolo (n. 1532)
- 1616 - Philip Henslowe, impresario teatrale inglese
- 1618 - Margherita Gonzaga, nobile italiana (n. 1564)
- 1646 - Elias Holl, architetto tedesco (n. 1573)
- 1651 - Jacob Franquart, pittore, incisore e architetto fiammingo
- 1655 - Luigi Filippo del Palatinato-Simmern, nobile tedesco (n. 1602)
- 1661 - Pompeo Colonna, scrittore, poeta e librettista italiano
- 1663 - Simone Luzzatto, rabbino italiano (n. 1580)
- 1668 - Luis de Benavides Carrillo, generale e politico spagnolo (n. 1608)
- 1668 - Maddalena Sibilla di Sassonia, principessa (n. 1617)
- 1670 - Carlo da Sezze, religioso italiano (n. 1613)
- 1672 - Giberto III Borromeo, cardinale italiano (n. 1615)
- 1673 - Wenzeslaus von Thun, vescovo cattolico tedesco (n. 1629)
- 1682 - Jusepe Martínez, pittore spagnolo (n. 1602)
- 1688 - Cristoforo Ivanovich, librettista, poeta e storico italiano (n. 1620)
- 1693 - Marguerite Hessein de la Sablière, francese (n. 1640)
- 1693 - Mehmed IV, sultano ottomano (n. 1642)
- 1694 - Francesco Morosini, doge (n. 1619)
- 1695 - Cristiano Alberto di Holstein-Gottorp, vescovo luterano tedesco (n. 1641)

## XVIII secolo(32)
- 1701 - Toussaint Rose, politico francese (n. 1611)
- 1703 - Carlotta Maria di Sassonia-Jena, principessa (n. 1669)
- 1709 - Louise de Prie, nobildonna francese (n. 1624)
- 1710 - Thomas Fairfax, V lord Fairfax di Cameron, politico britannico (n. 1657)
- 1711 - Philips van Almonde, ammiraglio olandese (n. 1644)
- 1711 - Quirino Colombani, compositore e violoncellista italiano
- 1711 - Johann Hugo von Orsbeck, arcivescovo cattolico tedesco (n. 1634)
- 1712 - Teresa Caterina Lubomirska, principessa polacca (n. 1685)
- 1718 - Gian Vincenzo Gravina, letterato e giurista italiano (n. 1664)
- 1724 - Francesco Alfonso Donnoli, scrittore, poeta e insegnante italiano (n. 1635)
- 1731 - Étienne-François Geoffroy, chimico e medico francese (n. 1672)
- 1734 - Zacharias Konrad von Uffenbach, giurista tedesco (n. 1683)
- 1736 - Luigi Maria Strozzi, nobile e vescovo cattolico italiano (n. 1673)
- 1738 - Jean-Baptiste Labat, religioso, botanico e esploratore francese (n. 1663)
- 1751 - Carl Marcus Tuscher, pittore, scultore e architetto tedesco (n. 1705)
- 1752 - Pompeo Aldrovandi, cardinale e arcivescovo cattolico italiano (n. 1668)
- 1755 - Angelo Maria Querini, cardinale, arcivescovo cattolico e letterato italiano (n. 1680)
- 1759 - Paolo Pannelli, pittore italiano (n. 1676)
- 1765 - Giuseppe Antonini, geografo italiano (n. 1683)
- 1765 - Giovanni Battista Caracciolo, vescovo cattolico, matematico e filosofo italiano (n. 1695)
- 1766 - Johann Wilhelm Edmund von Sinzendorf-Neuburg, nobile e politico austriaco (n. 1697)
- 1766 - Giuseppe Maria Vaccari, organista e compositore italiano (n. 1704)
- 1769 - Giuseppe Maria Brignole Sale, marchese italiano (n. 1703)
- 1777 - Ludovico Maria Torriggiani, cardinale italiano (n. 1697)
- 1786 - Pierre Poivre, missionario e botanico francese (n. 1719)
- 1787 - Onofrio del Grillo, funzionario italiano (n. 1714)
- 1789 - Federico Guglielmo di Vestfalia, vescovo cattolico tedesco (n. 1727)
- 1794 - Maurice-Louis-Joseph Gigost d'Elbée, generale francese (n. 1752)
- 1796 - Erik Laxmann, esploratore svedese (n. 1737)
- 1799 - Guglielmo Giorgio Federico d'Orange-Nassau, generale olandese (n. 1774)
- 1800 - William Brownrigg, medico, chimico e imprenditore britannico (n. 1711)
- 1800 - Friedrich Adolf Riedesel, generale tedesco (n. 1738)

## XIX secolo(75)
- 1805 - Conrad Moench, botanico, farmacista e chimico tedesco (n. 1744)
- 1806 - Jean-Henri Riesener, ebanista francese (n. 1734)
- 1809 - Johann Augustus Eberhard, teologo e filosofo tedesco (n. 1739)
- 1810 - Bonifacio Da Ponte, vescovo cattolico italiano (n. 1726)
- 1813 - Louis Baraguey d'Hilliers, generale francese (n. 1764)
- 1813 - Bernardino Gentili il Giovane, ceramista italiano (n. 1727)
- 1813 - John Tyler, politico statunitense (n. 1747)
- 1816 - Franz Joseph von Albini, diplomatico, militare e politico austriaco (n. 1748)
- 1824 - Pietro Moscati, medico, anatomista e politico italiano (n. 1739)
- 1826 - John Farey, geologo e scrittore inglese (n. 1766)
- 1826 - Giovanni Battista Sommariva, politico, avvocato e diplomatico italiano (n. 1762)
- 1827 - Luisa Isabella di Kirchberg, nobile (n. 1772)
- 1827 - Charlotte von Stein, scrittrice tedesca (n. 1742)
- 1829 - Josef Dobrovský, filologo, storico e slavista ceco (n. 1753)
- 1830 - Stefano Andrea Renier, naturalista, zoologo e scienziato italiano (n. 1759)
- 1831 - Rodolphe Kreutzer, violinista, compositore e direttore d'orchestra francese (n. 1766)
- 1835 - August Heinrich Matthiae, filologo classico tedesco (n. 1769)
- 1839 - Michele Obino, rivoluzionario italiano (n. 1769)
- 1839 - Maria d'Orléans, principessa (n. 1813)
- 1840 - Frances Fanny Burney, scrittrice britannica (n. 1752)
- 1841 - Tani Bunchō, pittore e poeta giapponese (n. 1763)
- 1844 - John Edward Taylor, editore e imprenditore inglese (n. 1791)
- 1845 - Nikolaj Grigor'evič Repnin-Volkonskij, generale russo (n. 1778)
- 1848 - Thomas Ussher, militare irlandese (n. 1779)
- 1849 - Gaspare Capone, giurista italiano (n. 1767)
- 1849 - Hartley Coleridge, poeta, biografo e saggista inglese (n. 1796)
- 1849 - Johann Caspar von Orelli, filologo classico svizzero (n. 1787)
- 1852 - Louis Braille, inventore francese (n. 1809)
- 1852 - Virgil von Helmreichen zu Brunnfeld, esploratore e geologo austriaco (n. 1805)
- 1854 - Christoph Wilhelm Mitscherlich, filologo classico tedesco (n. 1760)
- 1854 - Luigi Vacca, pittore e scenografo italiano (n. 1778)
- 1856 - Nicolas Bochsa, compositore e arpista francese (n. 1789)
- 1857 - Muhammad Shah di Selangor, sovrano malese
- 1860 - William Martin Leake, diplomatico, numismatico e antiquario britannico (n. 1777)
- 1861 - Charles Bataillard, militare italiano (n. 1783)
- 1862 - Nicola Maria Laudisio, vescovo cattolico italiano (n. 1779)
- 1862 - Didaco Macciò, politico italiano (n. 1817)
- 1864 - Ernesto Capocci di Belmonte, matematico, astronomo e politico italiano (n. 1798)
- 1865 - Michel-Jacques-François Achard, generale francese (n. 1778)
- 1870 - Joseph Anthony Mower, generale statunitense (n. 1827)
- 1872 - James Fisk, imprenditore statunitense (n. 1834)
- 1874 - Friedrich Wilhelm von Berg, generale e politico lituano (n. 1793)
- 1874 - William FitzGerald-de Ros, XXIII barone de Ros, politico e generale inglese (n. 1797)
- 1875 - Federico Guglielmo d'Assia, sovrano tedesco (n. 1802)
- 1875 - Fratelli Pereire, banchiere francese (n. 1800)
- 1875 - Piotr Wysocki, militare polacco (n. 1797)
- 1878 - Mariannina Coffa, poetessa italiana (n. 1841)
- 1880 - Luigi Borro, scultore italiano (n. 1826)
- 1880 - Silvestro Centofanti, politico e letterato italiano (n. 1794)
- 1882 - Richard Henry Dana Jr., scrittore e navigatore statunitense (n. 1815)
- 1883 - Auguste Clésinger, scultore e pittore francese (n. 1814)
- 1883 - Eugénie Niboyet, attivista e giornalista francese (n. 1796)
- 1884 - Luigi Cochetti, pittore italiano (n. 1802)
- 1884 - Gregor Mendel, biologo e matematico ceco (n. 1822)
- 1884 - Paolo Taglioni, danzatore e coreografo italiano (n. 1808)
- 1885 - Peter Christen Asbjørnsen, scrittore norvegese (n. 1812)
- 1885 - Bhāratendu Hariścaṃdra, poeta e drammaturgo indiano (n. 1850)
- 1886 - Adhémar Jean Claude Barré de Saint-Venant, matematico e ingegnere francese (n. 1797)
- 1886 - Giuseppe Buttà, presbitero e scrittore italiano (n. 1826)
- 1888 - Hermann Kanzler, generale tedesco (n. 1822)
- 1888 - Tito Vanzetti, chirurgo italiano (n. 1809)
- 1889 - Giuseppe Carta, pittore e scultore italiano (n. 1809)
- 1889 - Enrico Paglia, naturalista e agronomo italiano (n. 1834)
- 1891 - Rudolf Löwenstein, scrittore tedesco (n. 1819)
- 1891 - Francesco Mastriani, scrittore italiano (n. 1819)
- 1891 - Nikolaj Maksimilianovič di Leuchtenberg, duca (n. 1843)
- 1893 - Carlo Alberto Cappa, direttore di banda e compositore italiano (n. 1834)
- 1893 - John Peter Grant, diplomatico britannico (n. 1807)
- 1893 - Ludwig von Paar, diplomatico e nobile austriaco (n. 1817)
- 1893 - Enrico Scarabelli Zunti, archivista e storiografo italiano (n. 1808)
- 1894 - Alerino Como, politico italiano (n. 1818)
- 1896 - Mortimer Dormer Leggett, generale statunitense (n. 1821)
- 1896 - Aristide Morichelli d'Altemps, nobile e politico italiano (n. 1826)
- 1897 - Achille Errani, tenore italiano (n. 1823)
- 1900 - John Stallo, giurista, filosofo e ambasciatore tedesco (n. 1823)

## XX secolo(265)
- 1901 - Philip Danforth Armour, imprenditore statunitense (n. 1832)
- 1901 - Jean-Baptiste Poncet, pittore e incisore francese (n. 1827)
- 1904 - Friedrich von Hefner-Alteneck, ingegnere tedesco (n. 1845)
- 1905 - Belle Cole, contralto statunitense
- 1905 - José Maria Gabriel y Galán, poeta spagnolo (n. 1870)
- 1905 - George Van Cleaf, pallanuotista e nuotatore statunitense (n. 1879)
- 1906 - Enrico Combi, architetto e ingegnere italiano (n. 1832)
- 1906 - Gabrielle Krauss, soprano austriaco (n. 1842)
- 1908 - George Dixon, pugile canadese (n. 1870)
- 1910 - Samuel Sanford, pianista e docente statunitense (n. 1849)
- 1911 - John Aird, ingegnere inglese (n. 1833)
- 1912 - Georg Achen, pittore danese (n. 1860)
- 1912 - Bruno Pelaggi, poeta e scultore italiano (n. 1837)
- 1912 - Giovanni Battista Unterveger, fotografo italiano (n. 1833)
- 1913 - Frederick Hitch, militare britannico (n. 1856)
- 1913 - Rita Lopes de Almeida, religiosa portoghese (n. 1848)
- 1914 - Giovanni Goiran, militare e politico italiano (n. 1842)
- 1916 - Harold Bolingbroke Mudie, esperantista britannico (n. 1880)
- 1917 - Oscar Spalmach, scultore italiano (n. 1864)
- 1918 - Georg Cantor, matematico tedesco (n. 1845)
- 1918 - Émile Dusart, calciatore francese (n. 1896)
- 1918 - Eugenio Garrone, militare italiano (n. 1888)
- 1918 - Walter von Bülow-Bothkamp, militare e aviatore tedesco (n. 1894)
- 1919 - Max Heindel, esoterista e astrologo danese (n. 1865)
- 1919 - Ettore Pedotti, politico e generale italiano (n. 1842)
- 1919 - Theodore Roosevelt, politico e militare statunitense (n. 1858)
- 1919 - Jacques Vaché, scrittore francese (n. 1895)
- 1920 - Heinrich Lammasch, politico e giurista austriaco (n. 1853)
- 1921 - Augusto Ciuffelli, politico italiano (n. 1856)
- 1921 - Lev Jakovlevič Karpov, rivoluzionario e chimico russo (n. 1879)
- 1922 - Luigi Morandi, educatore, scrittore e grammatico italiano (n. 1844)
- 1922 - Jakob Rosanes, scacchista e matematico ucraino (n. 1842)
- 1925 - Guido Biagi, bibliotecario, scrittore e storico italiano (n. 1855)
- 1925 - Fred Hibbard, regista, sceneggiatore e attore rumeno (n. 1894)
- 1925 - Ferdinand Löwe, direttore d'orchestra austriaco (n. 1865)
- 1925 - Rafaela Porras y Ayllón, religiosa spagnola (n. 1850)
- 1926 - Giovanni Genocchi, presbitero e missionario italiano (n. 1860)
- 1926 - Henri Hérouin, arciere francese (n. 1876)
- 1926 - Coriolano Ponza di San Martino, generale, politico e saggista italiano (n. 1842)
- 1927 - Giuseppe Botterini de Pelosi, avvocato e politico italiano (n. 1853)
- 1928 - Karl Diener, alpinista, geologo e paleontologo austriaco (n. 1862)
- 1928 - Alvin Kraenzlein, velocista, ostacolista e lunghista statunitense (n. 1876)
- 1928 - Arturo Tricomi, architetto italiano (n. 1863)
- 1929 - Louisine Havemeyer, filantropa statunitense (n. 1855)
- 1929 - Henri Lanos, pittore e illustratore francese (n. 1859)
- 1929 - Alessandro Vessella, direttore di banda, compositore e poliziotto italiano (n. 1860)
- 1930 - Eduard Study, matematico tedesco (n. 1862)
- 1931 - Harry Clarke, pittore e illustratore irlandese (n. 1889)
- 1931 - Jean-Joseph Hirth, missionario e vescovo cattolico francese (n. 1854)
- 1931 - Ernst Siemerling, neurologo e psichiatra tedesco (n. 1857)
- 1931 - Ethel Grey Terry, attrice statunitense (n. 1882)
- 1933 - Francesco Lanza, scrittore italiano (n. 1897)
- 1933 - Vladimir de Pachmann, pianista russo (n. 1848)
- 1934 - Herbert Chapman, calciatore e allenatore di calcio inglese (n. 1878)
- 1934 - Robert Emery, velocista statunitense (n. 1898)
- 1934 - Fernand Lataste, zoologo francese (n. 1847)
- 1935 - George Pierce Baker, critico letterario, docente e educatore statunitense (n. 1866)
- 1935 - Antonio Della Valle, zoologo italiano (n. 1850)
- 1935 - Vladimir Anzel'movič Lyščinskij, politico russo (n. 1861)
- 1935 - Achille Vitti, attore teatrale e attore italiano (n. 1866)
- 1936 - François Beaugendre, ciclista su strada francese (n. 1880)
- 1936 - Louise Bryant, giornalista e scrittrice statunitense (n. 1885)
- 1936 - Harley Knoles, regista, sceneggiatore e produttore cinematografico britannico (n. 1880)
- 1937 - Felice Bacci, politico italiano (n. 1877)
- 1937 - André Bessette, religioso canadese (n. 1845)
- 1937 - Howard Vaughton, calciatore inglese (n. 1861)
- 1938 - Frank Devlin, maratoneta statunitense (n. 1884)
- 1938 - Pietro Mandré, poeta e tipografo italiano (n. 1858)
- 1938 - Mikayıl Müşfiq, poeta, traduttore e pedagogo azero (n. 1908)
- 1939 - Melchiorre Iannelli, militare italiano (n. 1912)
- 1939 - Gustavs Zemgals, politico lettone (n. 1871)
- 1941 - Carlo Bottiglioni, militare italiano (n. 1906)
- 1941 - Franz Hessel, scrittore e traduttore tedesco (n. 1880)
- 1941 - Albert Johnson, calciatore canadese (n. 1880)
- 1941 - Leopoldo Marangoni, aviatore e militare italiano (n. 1914)
- 1942 - Henri de Baillet-Latour, dirigente sportivo belga (n. 1876)
- 1942 - Aleksandr Romanovič Beljaev, scrittore russo (n. 1884)
- 1942 - Emma Calvé, soprano francese (n. 1858)
- 1943 - Dario Chiaradia, militare italiano (n. 1901)
- 1943 - Wallace Erskine, attore inglese (n. 1862)
- 1943 - Paolino Zucchi, militare italiano (n. 1915)
- 1944 - Antonio Gismondi, magistrato e politico italiano (n. 1867)
- 1944 - Ida Tarbell, scrittrice e giornalista statunitense (n. 1857)
- 1944 - János Zichy, nobile e politico ungherese (n. 1868)
- 1945 - Luciano Albertini, attore, regista e produttore cinematografico italiano (n. 1882)
- 1945 - Edith Frank, tedesca (n. 1900)
- 1945 - Josefa Llanes Escoda, attivista filippina (n. 1898)
- 1945 - Herbert Lumsden, generale britannico (n. 1897)
- 1945 - Roza Robota, partigiana polacca (n. 1921)
- 1945 - Regina Safirsztajn, partigiana polacca (n. 1915)
- 1945 - Vladimir Ivanovič Vernadskij, mineralogista russo (n. 1863)
- 1945 - Ester Wajcblum, partigiana polacca (n. 1924)
- 1946 - Angelo Cambiaso, vescovo cattolico italiano (n. 1865)
- 1946 - Giorgio di Sassonia-Meiningen, nobile (n. 1892)
- 1946 - Adolf de Meyer, fotografo francese (n. 1868)
- 1947 - Corradino Cappellotto Italico, politico e antifascista italiano (n. 1886)
- 1947 - Konstantin Dumba, diplomatico e nobile austriaco (n. 1856)
- 1948 - Giulio Gaudini, schermidore italiano (n. 1904)
- 1949 - Victor Fleming, regista, direttore della fotografia e produttore cinematografico statunitense (n. 1889)
- 1949 - Gennaro Righelli, regista, sceneggiatore e attore italiano (n. 1886)
- 1950 - William A. Brady, imprenditore, impresario teatrale e produttore cinematografico statunitense (n. 1863)
- 1950 - Alfredo Garasini, calciatore argentino (n. 1897)
- 1951 - Ottavio Abbati, politico, antifascista e pubblicista italiano (n. 1897)
- 1951 - Josef Pleticha, calciatore cecoslovacco (n. 1902)
- 1951 - Herbert Smith, calciatore inglese (n. 1877)
- 1951 - Maila Talvio, scrittrice finlandese (n. 1871)
- 1952 - Robert Doerr, medico e curatore editoriale austro-ungarico (n. 1871)
- 1952 - Kostaq Cipo, giornalista, linguista e politico albanese (n. 1892)
- 1952 - John Francis Skjellerup, astronomo australiano (n. 1875)
- 1953 - Elizabeth Bryant, aracnologa statunitense (n. 1875)
- 1953 - David Caldwell, atleta statunitense (n. 1891)
- 1953 - Giovanni Vacca, matematico, storico della scienza e sinologo italiano (n. 1872)
- 1954 - Rabbit Maranville, giocatore di baseball e allenatore di baseball statunitense (n. 1891)
- 1954 - Roberto Gomes Pedrosa, calciatore e dirigente sportivo brasiliano (n. 1913)
- 1955 - Paolo Denza, pianista, compositore e insegnante italiano (n. 1893)
- 1955 - Dionysio Typaldos, medico e diplomatico greco (n. 1875)
- 1956 - Pietro Ceccato, imprenditore italiano (n. 1905)
- 1957 - Angelo Faggi, sindacalista e politico italiano (n. 1885)
- 1957 - Viggo Larsen, attore, regista e produttore cinematografico danese (n. 1884)
- 1957 - Joseph Meile, vescovo cattolico svizzero (n. 1891)
- 1957 - John Todd Zimmer, ornitologo statunitense (n. 1889)
- 1958 - Giuseppina del Belgio, principessa belga (n. 1872)
- 1959 - Vincenzo Florio jr, imprenditore italiano (n. 1883)
- 1960 - Carl Frølich-Hanssen, dirigente sportivo e calciatore norvegese (n. 1883)
- 1960 - Edward Orrick McDonnell, ammiraglio statunitense (n. 1891)
- 1961 - Sameli Tala, mezzofondista finlandese (n. 1893)
- 1961 - Regina Ullmann, poetessa e scrittrice svizzera (n. 1884)
- 1962 - Marcelle Capy, giornalista e scrittrice francese (n. 1891)
- 1963 - Weaver W. Adams, scacchista statunitense (n. 1901)
- 1963 - Joel Fridlizius, scacchista e compositore di scacchi svedese (n. 1869)
- 1963 - Hermann Helms, scacchista e giornalista statunitense (n. 1870)
- 1963 - Ezio Roselli, ginnasta italiano (n. 1896)
- 1963 - Frank Tuttle, regista, sceneggiatore e produttore cinematografico statunitense (n. 1892)
- 1964 - Marga Cella, attrice italiana (n. 1893)
- 1964 - Werner Kempf, generale tedesco (n. 1886)
- 1964 - Guido Molinelli, politico italiano (n. 1894)
- 1965 - Søren Marinus Jensen, lottatore danese (n. 1879)
- 1965 - Alfonso Monfardini, scultore e pittore italiano (n. 1887)
- 1965 - Jack Mower, attore statunitense (n. 1890)
- 1966 - Guido Albanese, compositore italiano (n. 1893)
- 1966 - Albrecht Brandi, militare e marinaio tedesco (n. 1914)
- 1966 - Anna Gréki, poetessa francese (n. 1931)
- 1966 - Jean Lurçat, pittore francese (n. 1892)
- 1966 - Ettore Neri, calciatore italiano (n. 1896)
- 1966 - Eduard Schulte, imprenditore tedesco (n. 1891)
- 1967 - Antonio Flecha, cestista peruviano (n. 1912)
- 1967 - Auguste Hoël, ginnasta francese (n. 1890)
- 1967 - Giovanni Battista Lacchini, astronomo italiano (n. 1884)
- 1967 - Mohan Shamsher Jang Bahadur Rana, politico nepalese (n. 1885)
- 1967 - Ernesto Torrusio, politico e dirigente sportivo italiano (n. 1887)
- 1968 - Vasyl' Dmytrovyč Jermylov, pittore ucraino (n. 1894)
- 1968 - Karl Kobelt, politico svizzero (n. 1891)
- 1968 - Thomas Loudon, canottiere canadese (n. 1883)
- 1968 - Mario Roatta, generale e agente segreto italiano (n. 1887)
- 1968 - Aldo Spivach, calciatore italiano (n. 1909)
- 1969 - Vincenzo Borgarello, ciclista su strada italiano (n. 1884)
- 1969 - Al Haskell, attore statunitense (n. 1886)
- 1969 - Daisy e Violet Hilton, attrice britannica (n. 1908)
- 1969 - Ákos Ráthonyi, regista e sceneggiatore ungherese (n. 1908)
- 1969 - Giuseppe Viani, allenatore di calcio e calciatore italiano (n. 1909)
- 1970 - Vincenzo Castaldi, scacchista italiano (n. 1916)
- 1970 - Hermann Euler, pittore tedesco (n. 1900)
- 1970 - Max Galler, calciatore svizzero (n. 1902)
- 1970 - Hugo Prono, pallanuotista argentino (n. 1923)
- 1970 - Hans Schröder, calciatore tedesco (n. 1906)
- 1970 - Antonio Taffi, arcivescovo cattolico italiano (n. 1897)
- 1971 - Antonio Chiri, militare e aviatore italiano (n. 1894)
- 1971 - Arturo Codignola, giornalista italiano (n. 1893)
- 1971 - Raffaello Delogu, storico dell'arte, storico dell'architettura e critico d'arte italiano (n. 1909)
- 1971 - Elmer Flick, giocatore di baseball statunitense (n. 1876)
- 1971 - Valerio Gravisi, allenatore di calcio e calciatore italiano (n. 1907)
- 1972 - Giovanni Falck, imprenditore e ingegnere italiano (n. 1900)
- 1972 - Massimo Oberti, velista italiano (n. 1901)
- 1972 - B.S. Pully, comico e attore statunitense (n. 1910)
- 1972 - Xavier Vallat, avvocato, giornalista e politico francese (n. 1891)
- 1973 - Enrico Garbosi, cestista e allenatore di pallacanestro italiano (n. 1916)
- 1973 - Ermelinda Rigon, insegnante italiana (n. 1889)
- 1974 - David Alfaro Siqueiros, pittore messicano (n. 1896)
- 1974 - Jeanne Gautier, violinista francese (n. 1898)
- 1974 - Margit Slachta, attivista e politica ungherese (n. 1884)
- 1975 - Noel Madison, attore statunitense (n. 1897)
- 1975 - George R. Price, genetista statunitense (n. 1922)
- 1976 - Óscar Esplá, compositore spagnolo (n. 1886)
- 1976 - Henry George, pistard belga (n. 1891)
- 1976 - Theo de Haas, calciatore olandese (n. 1902)
- 1977 - Maria Teresa Cau, cantautrice italiana (n. 1944)
- 1977 - Douglas Eric Holland-Martin, ammiraglio britannico (n. 1906)
- 1977 - Niall MacGinnis, attore irlandese (n. 1913)
- 1977 - Franco Pisano, compositore, direttore d'orchestra e chitarrista italiano (n. 1922)
- 1977 - Luigi Davide Roveda, calciatore italiano (n. 1900)
- 1977 - Gerda Walther, filosofa e parapsicologa tedesca (n. 1897)
- 1978 - Burt Munro, pilota motociclistico neozelandese (n. 1899)
- 1978 - Giuseppe Tinaglia, calciatore italiano (n. 1912)
- 1979 - Pietro Berri, medico e musicologo italiano (n. 1901)
- 1979 - Giorgio Colli, filosofo, storico della filosofia e traduttore italiano (n. 1917)
- 1979 - Giulio Marelli, pittore italiano (n. 1907)
- 1980 - Piersanti Mattarella, politico italiano (n. 1935)
- 1980 - Nicanor Villalta, torero e attore spagnolo (n. 1897)
- 1981 - A. J. Cronin, scrittore e medico scozzese (n. 1896)
- 1981 - Giordano Dell'Amore, economista, banchiere e politico italiano (n. 1902)
- 1981 - Valerio Giacomini, botanico e ecologo italiano (n. 1914)
- 1981 - Mario Saggin, politico e partigiano italiano (n. 1895)
- 1981 - Antonio Suárez, ciclista su strada spagnolo (n. 1932)
- 1982 - Alfredo Amatucci, politico italiano (n. 1907)
- 1982 - Athos Bertacchini, calciatore italiano (n. 1903)
- 1982 - Kurt Ettinger, schermidore austriaco (n. 1901)
- 1982 - Albert Meister, sociologo svizzero (n. 1927)
- 1983 - Gerhard Barkhorn, aviatore tedesco (n. 1919)
- 1984 - Hermann Engelhard, mezzofondista e velocista tedesco (n. 1903)
- 1985 - Vladimir Konstantinovič Kokkinaki, aviatore sovietico (n. 1904)
- 1986 - Marco Antonio Araujo, musicista brasiliano (n. 1949)
- 1986 - Erminio Asin, calciatore italiano (n. 1914)
- 1986 - Carlo Canella, militare e aviatore italiano (n. 1913)
- 1987 - João Gaspar Simões, critico letterario, saggista e scrittore portoghese (n. 1903)
- 1988 - L. P. Davies, scrittore britannico (n. 1914)
- 1988 - Arturo De Vecchi, schermidore italiano (n. 1898)
- 1988 - Francesco Rebecchini, avvocato e politico italiano (n. 1927)
- 1989 - Jim Hurtubise, pilota automobilistico statunitense (n. 1932)
- 1989 - Edmund Leach, antropologo britannico (n. 1910)
- 1989 - Giuseppe Tontodonati, poeta italiano (n. 1917)
- 1989 - Hans von Campenhausen, teologo tedesco (n. 1903)
- 1990 - Gord Aitchison, cestista canadese (n. 1909)
- 1990 - Pavel Alekseevič Čerenkov, fisico sovietico (n. 1904)
- 1990 - Ian Charleson, attore scozzese (n. 1949)
- 1990 - Virgilio Conrero, imprenditore italiano (n. 1918)
- 1990 - Jake Weber, cestista statunitense (n. 1918)
- 1991 - Jim Brown, cestista e giocatore di baseball statunitense (n. 1912)
- 1992 - John D'Amato, mafioso statunitense (n. 1940)
- 1992 - Tino Neirotti, giornalista italiano (n. 1923)
- 1992 - Pablo Sándiford, cestista ecuadoriano (n. 1922)
- 1993 - Elisabetta d'Asburgo-Lorena, nobile austriaca (n. 1922)
- 1993 - Bruno Catellani, ciclista su strada italiano (n. 1910)
- 1993 - Zoltán Csányi, cestista, multiplista e allenatore di pallacanestro ungherese (n. 1912)
- 1993 - Dizzy Gillespie, trombettista, pianista e compositore statunitense (n. 1917)
- 1993 - Richard Mortensen, pittore danese (n. 1910)
- 1993 - Rudol'f Nureev, ballerino e coreografo sovietico (n. 1938)
- 1993 - Giulia Occhini, italiana (n. 1922)
- 1993 - Gaetano Zappalà, giornalista, scrittore e poeta italiano (n. 1931)
- 1994 - Gian Carlo Ruffino, avvocato e politico italiano (n. 1930)
- 1995 - Alex Colon, attore portoricano (n. 1941)
- 1995 - Todor Diev, calciatore bulgaro (n. 1934)
- 1995 - Flora Lillo, attrice e showgirl italiana (n. 1928)
- 1996 - Duane Hanson, scultore statunitense (n. 1925)
- 1996 - Johnnie Johnston, attore e cantante statunitense (n. 1915)
- 1996 - Kim Kwang-seok, cantautore sudcoreano (n. 1964)
- 1997 - Corrado Giubilo, allenatore di calcio e calciatore italiano (n. 1921)
- 1997 - Kalevi Laitinen, ginnasta finlandese (n. 1918)
- 1997 - Teiichi Matsumaru, calciatore giapponese (n. 1909)
- 1997 - Ugo Mazzucchelli, anarchico italiano (n. 1903)
- 1997 - Catherine Scorsese, attrice statunitense (n. 1912)
- 1998 - Otello Colangeli, montatore italiano (n. 1912)
- 1998 - Georgij Vasil'evič Sviridov, compositore sovietico (n. 1915)
- 1999 - Cesare Gallino, direttore d'orchestra e pianista italiano (n. 1904)
- 1999 - Ottavio Misefari, calciatore, allenatore di calcio e dirigente sportivo italiano (n. 1909)
- 1999 - Michel Petrucciani, pianista francese (n. 1962)
- 1999 - Antonio Pierfederici, attore italiano (n. 1919)
- 1999 - Lajos Tichy, calciatore e allenatore di calcio ungherese (n. 1935)
- 2000 - Ladislav Čemický, pittore e grafico slovacco (n. 1909)
- 2000 - Augusto Fraga, regista e sceneggiatore portoghese (n. 1910)
- 2000 - Scevola Mariotti, latinista e filologo classico italiano (n. 1920)
- 2000 - Sven-Pelle Pettersson, nuotatore e pallanuotista svedese (n. 1911)
- 2000 - Mario Pierangeli, militare italiano (n. 1957)
- 2000 - Malvina Polo, attrice statunitense (n. 1903)
- 2000 - Luigi Sarzano, commediografo e poeta italiano (n. 1927)
- 2000 - Aleksej Borisovič Vyžmanavin, scacchista russo (n. 1960)

## XXI secolo(138)
- 2001 - Sigge Bergman, sciatore alpino, giornalista e dirigente sportivo svedese (n. 1905)
- 2001 - Scott Marlowe, attore statunitense (n. 1932)
- 2001 - Guido Scala, fumettista italiano (n. 1936)
- 2002 - Lando Bartoli, architetto italiano (n. 1914)
- 2002 - Adriano Cavanna, storico e giurista italiano (n. 1938)
- 2002 - Sanya Dharmasakti, politico e giurista thailandese (n. 1907)
- 2002 - Antigono Donati, politico italiano (n. 1910)
- 2002 - Mario Nascimbene, compositore e direttore d'orchestra italiano (n. 1913)
- 2002 - John W. Reynolds, politico e giudice statunitense (n. 1921)
- 2002 - Fred Taylor, cestista, giocatore di baseball e allenatore di pallacanestro statunitense (n. 1924)
- 2003 - Olle Bexell, multiplista svedese (n. 1909)
- 2003 - Gerald Cash, politico inglese (n. 1917)
- 2003 - Massimo Girotti, attore italiano (n. 1918)
- 2003 - Walter Pontel, allenatore di calcio e calciatore italiano (n. 1937)
- 2003 - Mamie Till, educatrice e attivista statunitense (n. 1921)
- 2003 - Philip Ward, generale inglese (n. 1924)
- 2004 - John Evans, allenatore di calcio e calciatore inglese (n. 1929)
- 2004 - Nicolas Mosar, politico e diplomatico lussemburghese (n. 1927)
- 2004 - June Palmer, modella e attrice britannica (n. 1940)
- 2004 - Francesco Scavullo, fotografo statunitense (n. 1921)
- 2005 - Verdi Barberis, sollevatore australiano (n. 1928)
- 2005 - Friedrich Chlubna, compositore di scacchi austriaco (n. 1946)
- 2005 - Emilia Cundari, soprano italiano (n. 1930)
- 2005 - Sergio Fubini, fisico italiano (n. 1928)
- 2005 - Rossana Maiorca, apneista italiana (n. 1960)
- 2005 - Josef Musil, calciatore austriaco (n. 1920)
- 2005 - Tarquinio Provini, pilota motociclistico italiano (n. 1933)
- 2005 - Borís Timoféevič Štókolov, basso russo (n. 1930)
- 2006 - Anna Cherchi Ferrari, partigiana italiana (n. 1924)
- 2006 - Sigisbert Kraft, vescovo vetero-cattolico tedesco (n. 1927)
- 2006 - Joseph Milik, presbitero e archeologo polacco (n. 1922)
- 2006 - Lou Rawls, cantante, attore e doppiatore statunitense (n. 1933)
- 2006 - Hugh Thompson Jr., militare statunitense (n. 1943)
- 2006 - Kuo Chu Wu, coreografo e regista teatrale taiwanese (n. 1970)
- 2006 - Pietro Zoppi, politico italiano (n. 1926)
- 2007 - Juan Manuel Alejándrez, calciatore messicano (n. 1944)
- 2007 - Frédéric Etsou-Nzabi-Bamungwabi, cardinale e arcivescovo cattolico della Repubblica Democratica del Congo (n. 1930)
- 2007 - Sneaky Pete Kleinow, musicista e compositore statunitense (n. 1934)
- 2007 - Antonella Newland, giornalista e filantropa scozzese (n. 1922)
- 2007 - Georg Tressler, regista e sceneggiatore austriaco (n. 1917)
- 2008 - Elio Gallina, notaio italiano (n. 1913)
- 2008 - Placido La Torre, anarchico e avvocato italiano (n. 1920)
- 2008 - Vittorio Tomassetti, vescovo cattolico italiano (n. 1930)
- 2009 - Cheryl Holdridge, attrice statunitense (n. 1944)
- 2010 - Ignazio Dolce, attore e regista italiano (n. 1933)
- 2010 - Michael Goulder, biblista e presbitero britannico (n. 1927)
- 2010 - Conrad Klemm, flautista svizzero (n. 1925)
- 2010 - Beniamino Placido, giornalista, critico letterario e conduttore televisivo italiano (n. 1929)
- 2011 - Susana Chávez, poetessa e attivista messicana (n. 1974)
- 2011 - Uche Okafor, calciatore nigeriano (n. 1967)
- 2011 - Vang Pao, generale e guerrigliero laotiano (n. 1929)
- 2012 - Antonio Nuvoli, cantante italiano (n. 1918)
- 2012 - Luigi Rech, politico, sindacalista e dirigente sportivo italiano (n. 1926)
- 2013 - Giovanna Bemporad, poetessa e traduttrice italiana (n. 1923)
- 2013 - Antonio Secchi, direttore della fotografia e regista italiano (n. 1924)
- 2013 - Luigi Spaventa, economista e politico italiano (n. 1934)
- 2014 - Marina Ginestà, antifascista e traduttrice spagnola (n. 1919)
- 2014 - Aitzaz Hasan, pakistano (n. 1998)
- 2014 - František Pokorný, cestista cecoslovacco (n. 1933)
- 2014 - Julian B. Rotter, psicologo statunitense (n. 1916)
- 2014 - Mónica Spear, modella e attrice venezuelana (n. 1984)
- 2015 - Vlastimil Bubník, hockeista su ghiaccio e calciatore cecoslovacco (n. 1931)
- 2015 - Eugenio Bucciol, scrittore e storico italiano (n. 1930)
- 2015 - Uber Gradella, calciatore italiano (n. 1921)
- 2015 - Art Jackson, tiratore a segno statunitense (n. 1918)
- 2015 - David C. Lindberg, storico della scienza statunitense (n. 1935)
- 2016 - Alfredo Armenteros, trombettista cubano (n. 1928)
- 2016 - Ladislav Bačík, nuotatore e pallanuotista cecoslovacco (n. 1933)
- 2016 - Giuseppe Cismondi, generale italiano (n. 1929)
- 2016 - Dobrinka Džambazova, cestista bulgara (n. 1927)
- 2016 - Pat Harrington Jr., attore statunitense (n. 1929)
- 2016 - Silvana Pampanini, attrice e personaggio televisivo italiana (n. 1925)
- 2017 - Kōsei Kamo, tennista giapponese (n. 1932)
- 2017 - Octavio Lepage Barreto, politico venezuelano (n. 1923)
- 2017 - Ricardo Piglia, scrittore argentino (n. 1941)
- 2017 - Om Puri, attore indiano (n. 1950)
- 2017 - Marco Santoro, bibliografo e critico letterario italiano (n. 1949)
- 2017 - Şehzade Bayezid Osman, principe ottomano (n. 1924)
- 2017 - Salvatore Urso, politico e sindacalista italiano (n. 1925)
- 2017 - Francine York, attrice e modella statunitense (n. 1936)
- 2018 - Horace Ashenfelter, siepista e mezzofondista statunitense (n. 1923)
- 2018 - Corrado Beguinot, ingegnere e urbanista italiano (n. 1924)
- 2018 - Marjorie Holt, politica e avvocata statunitense (n. 1920)
- 2018 - Lino Lai, politico e avvocato italiano (n. 1920)
- 2018 - Giose Rimanelli, poeta e saggista statunitense (n. 1925)
- 2018 - Nigel Sims, calciatore inglese (n. 1931)
- 2018 - Dave Toschi, poliziotto statunitense (n. 1931)
- 2018 - Chris Tsangarides, produttore discografico britannico (n. 1956)
- 2019 - Alfredo Arpaia, politico italiano (n. 1930)
- 2019 - Joe Belmont, cestista e allenatore di pallacanestro statunitense (n. 1934)
- 2019 - Ben Coleman, cestista statunitense (n. 1961)
- 2019 - Odette Drand, schermitrice francese (n. 1927)
- 2019 - Emiliano Fabbricatore, abate italiano (n. 1938)
- 2019 - José Ramón Fernández, militare e politico cubano (n. 1923)
- 2019 - Roy Hilton, giocatore di football americano statunitense (n. 1943)
- 2019 - Jurij Kušnerёv, regista, attore e produttore cinematografico sovietico (n. 1937)
- 2019 - William Morgan Sheppard, attore e doppiatore britannico (n. 1932)
- 2019 - René Steurbaut, cestista belga (n. 1928)
- 2019 - Gustav Andreas Tammann, astronomo tedesco (n. 1932)
- 2019 - Angelo Ziccardi, politico italiano (n. 1928)
- 2020 - Cabeção, calciatore brasiliano (n. 1930)
- 2020 - Mike Fitzpatrick, politico e avvocato statunitense (n. 1963)
- 2020 - Franco Scaramuzzi, agronomo italiano (n. 1926)
- 2021 - Dionisia Echagüe, cestista paraguaiana (n. 1944)
- 2021 - Osian Ellis, arpista e compositore britannico (n. 1928)
- 2021 - Antony Kambani, calciatore e giocatore di calcio a 5 zimbabwese (n. 1963)
- 2021 - Cleto Pavanetto, religioso, latinista e grecista italiano (n. 1931)
- 2021 - Lamberto Pigini, presbitero e imprenditore italiano (n. 1924)
- 2021 - İzzet Sürücü, cestista turco (n. 1950)
- 2022 - Ubaldo Balbi, calciatore italiano (n. 1938)
- 2022 - Peter Bogdanovich, regista, sceneggiatore e critico cinematografico statunitense (n. 1939)
- 2022 - Bob Falkenburg, tennista statunitense (n. 1926)
- 2022 - Mariano Laurenti, regista e sceneggiatore italiano (n. 1929)
- 2022 - Carlo Meliciani, baritono italiano (n. 1929)
- 2022 - Gloria Piedimonte, attrice, cantante e showgirl italiana (n. 1955)
- 2022 - Sidney Poitier, attore e regista cinematografico statunitense (n. 1927)
- 2022 - Yoram Taharlev, poeta, paroliere e scrittore israeliano (n. 1938)
- 2023 - Omar Berdiýew, calciatore turkmeno (n. 1979)
- 2023 - Bruno Di Porto, storico italiano (n. 1933)
- 2023 - Gervasio Gestori, vescovo cattolico italiano (n. 1936)
- 2023 - Mary Main, psicologa statunitense (n. 1943)
- 2023 - Agostino Mathis, diplomatico e funzionario italiano (n. 1940)
- 2023 - Paula Quintana, sociologa e politica cilena (n. 1965)
- 2023 - Owen Roizman, direttore della fotografia statunitense (n. 1936)
- 2023 - Renzo Sacco, politico italiano (n. 1944)
- 2023 - Dick Savitt, tennista statunitense (n. 1927)
- 2024 - Francesco Amirante, magistrato italiano (n. 1933)
- 2024 - Felice Besostri, avvocato e politico italiano (n. 1944)
- 2024 - Jean Mary Carletto, attore, modello e antiquario francese (n. 1944)
- 2024 - Kurt W. Forster, storico dell'architettura, storico dell'arte e funzionario svizzero (n. 1935)
- 2024 - Sarah Rice, attrice teatrale e soprano statunitense (n. 1955)
- 2024 - Anna Strasberg, attrice venezuelana (n. 1939)
- 2025 - Günter Bechly, paleontologo e entomologo tedesco (n. 1963)
- 2025 - Giuseppe Chiaravalloti, magistrato e politico italiano (n. 1934)
- 2025 - Thomas Dunne, militare britannico (n. 1933)
- 2025 - Jorge Flores González, cestista messicano (n. 1954)
- 2025 - Aristide Gunnella, politico e dirigente d'azienda italiano (n. 1931)
- 2025 - Dušan Maravić, calciatore jugoslavo (n. 1939)

## Senza anno specificato(1)
- Edvige di Sassonia, duchessa (n. 922)